# Adetus obliquatus
Adetus obliquatus es una especie de escarabajo del género Adetus, familia Cerambycidae. Fue descrita científicamente por Breuning en 1948.

## Descripción
Los machos y las hembras miden aproximadamente 7 mm.

## Distribución
Se distribuye por Argentina.